# 245 Dywizja Piechoty (III Rzesza)
245 Dywizja Piechoty (niem. 245. Infanterie-Division) – niemiecka dywizja z czasów II wojny światowej, sformowana w rejonie Rouen na mocy rozkazu z 8 września 1943 roku, poza falą mobilizacyjną przez XI Okręg Wojskowy.

## Struktura organizacyjna
- Struktura organizacyjna we wrześniu 1943 roku:

935., 936. i 937. pułk grenadierów, 245. pułk artylerii, 245. batalion pionierów, 245. oddział łączności; 
- Struktura organizacyjna w lutym 1944 roku:

935., 936. i 937. pułk grenadierów, 245. pułk artylerii, 245. batalion pionierów, 245. oddział łączności, 245. polowy batalion zapasowy;
- Struktura organizacyjna w lipcu 1944 roku:

935., 936. i 937. pułk grenadierów, 245. pułk artylerii, 245. batalion pionierów, 245. oddział przeciwpancerny, 245. oddział łączności, 245. polowy batalion zapasowy;

## Dowódcy dywizji
- Generalleutnant Erwin Sander 8 IX 1943 – 1 IV 1945;
- Generalmajor Kuno Dewitz 1 IV 1945 – 8 V 1945;